# 阿利尼库尔
阿利尼库尔（法語：Hallignicourt，法語發音：[aliɲikuʁ]）是法国上马恩省的一个市镇，属于圣迪济耶区。

## 地理
阿利尼库尔（48°38'35"N, 4°52'13"E）面积11.86 平方千米，位于法国大東部大區上马恩省，该省份为法国东北部内陆省份，北起马恩省和默兹省，西接奥布省，西南接科多尔省，东南接上索恩省，东临孚日省。
与阿利尼库尔接壤的市镇（或旧市镇、城区）包括：昂布里耶尔、圣厄利安、萨皮尼库尔、拉讷维尔欧蓬、佩尔特、聖迪濟耶、维利耶昂略。

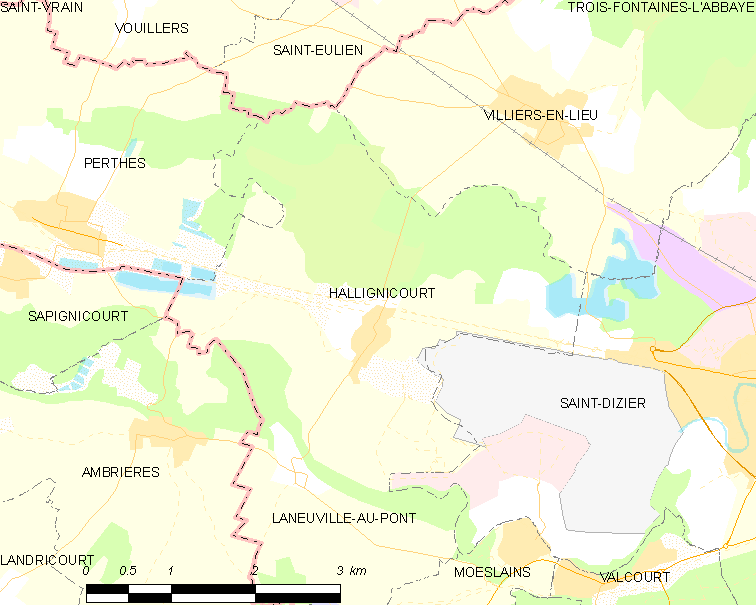
阿利尼库尔的OSM定位图

阿利尼库尔的时区为UTC+01:00、UTC+02:00（夏令时）。

## 行政
阿利尼库尔的邮政编码为52100，INSEE市镇编码为52235。

## 政治
阿利尼库尔所属的省级选区为圣迪济耶第一县。

## 人口

1962-2008年间阿利尼库尔人口变化图示

阿利尼库尔于2022年1月1日时的人口数量为241人。